# Zafara
Zafara je naselje v Občini Žužemberk.